# Desulfobacterales
Die Desulfobacterales bilden eine Ordnung von sulfatreduzierenden Bakterien. Bakterien mit der vorangestellten Silbe Desulfo- im Namen sind meist Desulfurizierer und reduzieren Sulfat zu Sulfid (Schwefelwasserstoff). Die Mitglieder dieser Ordnung gramnegativ.

## Erscheinungsbild
Bis in die 80er Jahre wurden sulfatreduzierenden Bakterien als streng (obligat) anaerob, also nur unter völligen Ausschluss von Sauerstoff lebensfähig, betrachtet. Seit den letzten zwei Jahrzehnten wird von dieser Vorstellung mehr und mehr Abstand genommen. Neuere Forschungsergebnisse  haben gezeigt, dass Desulfurizierer Sauerstoff tolerieren und sogar unter Sauerstoffeinfluss Sulfat weiterhin als Energiequelle nutzen.

## Systematik
Nach der (autoritativen) List of Prokaryotic names with Standing in Nomenclature (LPSN) zählt mit Stand 19. Dezember 2023 die Ordnung Desulfobacterales zur Klasse Deltaproteobacteria im Phylum (Abteilung) Proteobacteria (früher Proteobacteria). Allerdings führt die LPSN ebenfalls als gültig beschriebenes Phylum Desulfobacterota Waite et al. 2023 mit Typusgattung Desulfobacter Widdel 1981, die sie ihrerseits in der Desulfobacterales-Familie Desulfobacteraceae führt, und damit dem Phylum Pseudomonadota zuordnet.
Die Genome Taxonomy Database (GTDB) führt die Ordnung Desulfobacterales in einer eigenen Klasse Desulfobacteria, und diese zusammen mit der Klasse Thermodesulfobacteria im Phylum Desulfobacterota (die Gattung Desulfobacter ist auch dort selbstverständlich Mitglied der Ordnung Desulfobacterales).
Die Taxonomie des National Center for Biotechnology Information (NCBI) führt die Ordnung Desulfobacterales ebenfalls in der Klasse Desulfobacteria, und diese zusammen mit der Klasse Thermodesulfobacteria in einem dort als Thermodesulfobacteriota corrig. Garrity and Holt 2021 bezeichneten Phylum mit (heterotypischem) Synonym Desulfobacterota Waite et al. 2023 (auch hirt die Gattung Desulfobacter wieder Mitglied der Ordnung Desulfobacterales).
Die Taxonomien der GTDB und des NCBI stimmen also im Wesentlichen überein und lösen die Inkonsistenz der LPSN durch eine Reorganisation auf.
Desulfurizierer erscheinen in vielen, phylogenetisch weit voneinander entfernten Linien der Domäne Bakterien. Dieser Stoffwechselweg hat sich also in der Evolution vermutlich mehrmals unabhängig voneinander entwickelt. Bei den Deltaproteobacteria respektive Desulfobacterota/Thermodesulfobacteriota findet man ihn noch in den Ordnungen Desulfovibrionales (GTDB/NCBI: Desulfovibrionia) und Syntrophobacterales (GTDB/NCBI: Klasse Syntrophobacteria). Desulfurikation tritt weiterhin auch in der Klasse Thermodesulfobacteria (LPSN: eigenes Phylum Thermodesulfobacteriota) und in der Ordnung Clostridiales der Abteilung Firmicutes (Gattung Desulfotomaculum) auf. Auch in der Domäne Archaea sind Desulfurizierer zu finden, z. B. die Gattung Archaeoglobus (Euryarchaeota: Archaeoglobaceae).
Schwefelreduzierende Arten findet man in den Ordnungen Desulfuromonadales (LPSN: Deltaproteobacteria, NCBI: Desulfuromonadia in Thermodesulfobacteriota, GTDB: Desulfuromonadia in Abspaltung Desulfobacterota_F) und Desulfurellales (LPSN: Deltaproteobacteria, GTDB/NCBI: Desulfurellia in Campylobacterota). Sie können kein Sulfat reduzieren, nur elementarer Schwefel und auch Thiosulfat werden von diesen Arten als Energiequelle eingesetzt. Daher hier die Vorsilbe desulfur, sie bezieht sich auf den elementaren Schwefel (Sulfur).
Zu den Desulfobacterales zählen folgende Familien (Stand: 20. Dezember 2023):
- Desulfobacteraceae Kuever et al. 2006
- Desulfobulbaceae Kuever et al. 2006
- Desulfosudaceae Galushko & Kuever 2021
- Thiovibrionaceae Aronson et al. 2023

Früher wurde auch die Familie Nitrospinaceae zu den Desulfobacterales gestellt. Aktuell (Oktober 2022) zählt diese Familie zu der Ordnung Nitrospinales innerhalb der Klasse Nitrospinia. Zu den Nitrospinaceae zählt die Gattung Nitrospina sowie die zwei Kandidaten-Gattungen Candidatus Nitrohelix Mueller et al. 2021 und Candidatus Nitronauta Mueller et al. 2021 (Stand 10. Mai 2023).